# 莖鰻鬍鯰
莖鰻鬍鯰，為輻鰭魚綱鯰形目塘虱魚科的其中一種，分布於亞洲馬來西亞及印尼的淡水流域，體長可達5.7公分，棲息在中底層水域。